# Petit-Vimy British Cemetery
Petit-Vimy British Cemetery is een Britse militaire begraafplaats met gesneuvelden uit de Eerste Wereldoorlog, gelegen in de Franse gemeente Vimy (Pas-de-Calais). De begraafplaats werd ontworpen door William Cowlishaw en ligt op een hellend terrein in het veld op 1.200 m ten westen van het centrum van Vimy (gemeentehuis). Het terrein heeft een de vorm van een parallellogram met een oppervlakte van 540 m² en is bereikbaar via een veldweg van 135 m. Het Cross of Sacrifice staat aan de zuidwestelijke zijde op een verhoogd terras in een natuurstenen apsis, direct aan de toegang. De andere zijden worden begrensd door een haag. De begraafplaats wordt onderhouden door de Commonwealth War Graves Commission.
Er worden 94 doden herdacht waaronder 23 niet geïdentificeerde.

## Geschiedenis
De begraafplaats werd door gevechtseenheden gestart en als frontbegraafplaats gebruikt tussen mei en oktober 1917. In 1923 werd ze uitgebreid met graven die afkomstig waren uit de slagvelden ten noordwesten van Vimy. 
Er liggen 4 Britten en 90 Canadezen begraven.

## Graven
- E. Davison, luitenant bij het 4th Canadian Mounted Rifles Battalion werd onderscheiden met de Military Medal (MM).
- Op de begraafplaats ligt Sasero Matsubayashi, een Canadese infanterist van Japanse afkomst.
- Harry Alvin Carr, soldaat bij het 5th Canadian Mounted Rifles Battalion was 17 jaar toen hij op 2 juni 1917 sneuvelde.